# Andrés Felipe Roa
Andrés Felipe Roa Estrada (Sabanalarga, 25 de maio de 1993) é um futebolista Colombiano que atua como meio-campo. Atualmente defende o Al-Batin.

## Carreira
Roa fará parte do elenco da Seleção Colombiana de Futebol nas Olimpíadas de 2016.